# Kelci
Kelci su naselje u Republici Hrvatskoj u sastavu Općine Višnjan, Istarska županija. 

## Stanovništvo
Prema popisu stanovništva 2011. godine naselje nije imalo stanovnika. Kao samostalno naselje vode se od 2008.